# Episodi di C'è sempre il sole a Philadelphia (terza stagione)
La terza stagione della sitcom C'è sempre il sole a Philadelphia è stata trasmessa negli Stati Uniti dal 13 settembre 2007 al 15 novembre 2007 su FX.
In Italia la stagione è andata in onda dal 23 novembre 2008 all'11 gennaio 2009 su FX.
| nº | Titolo originale                            | Titolo italiano                             | Prima TV USA      | Prima TV Italia  |
| -- | ------------------------------------------- | ------------------------------------------- | ----------------- | ---------------- |
| 1  | The Gang Finds a Dumpster Baby              | Salvate un albero                           | 13 settembre 2007 | 23 novembre 2008 |
| 2  | The Gang Gets Invincible                    | La gang diventa invincibile                 | 13 settembre 2007 | 30 novembre 2008 |
| 3  | Dennis and Dee's Mom Is Dead                | L'eredità                                   | 20 settembre 2007 | 30 novembre 2008 |
| 4  | The Gang Gets Held Hostage                  | La tua vita per la mia                      | 20 settembre 2007 | 7 dicembre 2008  |
| 5  | The Aluminum Monster vs. Fatty Magoo        | Vincenti si nasce                           | 27 settembre 2007 | 7 dicembre 2008  |
| 6  | The Gang Solves the North Korea Situation   | La gang risolve la questione Corea del Nord | 27 settembre 2007 | 14 dicembre 2008 |
| 7  | The Gang Sells Out                          | Il ritorno della gang                       | 4 ottobre 2007    | 14 dicembre 2008 |
| 8  | Frank Sets Sweet Dee On Fire                | Frank dà fuoco a Dee                        | 4 ottobre 2007    | 21 dicembre 2008 |
| 9  | Sweet Dee's Dating a Retarded Person        | La band                                     | 11 ottobre 2007   | 21 dicembre 2008 |
| 10 | Mac Is a Serial Killer                      | Mac è un serial killer                      | 18 ottobre 2007   | 28 dicembre 2008 |
| 11 | Dennis Looks Like a Registered Sex Offender | Dennis e il sosia                           | 25 ottobre 2007   | 28 dicembre 2008 |
| 12 | The Gang Gets Whacked: Part 1               | La banda è fatta a pezzi - Prima parte      | 1º novembre 2007  | 4 gennaio 2009   |
| 13 | The Gang Gets Whacked: Part 2               | La banda è fatta a pezzi - Seconda parte    | 1º novembre 2007  | 4 gennaio 2009   |
| 14 | Bums: Making a Mess All Over the City       | Ripuliamo la città                          | 8 novembre 2007   | 11 gennaio 2009  |
| 15 | The Gang Dances Their Asses Off             | Sfida all'ultimo ballo                      | 15 novembre 2007  | 11 gennaio 2009  |

## Salvate un albero
- Titolo originale: The Gang Finds a Dumpster Baby
- Diretto da: Jerry Levine
- Scritto da: Charlie Day e Rob McElhenney

## La gang diventa invincibile
- Titolo originale: The Gang Gets Invincible
- Diretto da: Fred Savage
- Scritto da: Charlie Day, David Hornsby e Glenn Howerton

## L'eredità
- Titolo originale: Dennis and Dee's Mom Is Dead
- Diretto da: Matt Shakman
- Scritto da: David Hornsby e Rob McElhenney

## La tua vita per la mia
- Titolo originale: The Gang Gets Held Hostage
- Diretto da: Fred Savage
- Scritto da: Lisa Parsons (soggetto); Rob McElhenney (sceneggiatura)

## Vincenti si nasce
- Titolo originale: The Aluminum Monster vs. Fatty Magoo
- Diretto da: Fred Savage
- Scritto da: Charlie Day e Glenn Howerton

## La gang risolve la questione Corea del Nord
- Titolo originale: The Gang Solves the North Korea Situation
- Diretto da: Fred Savage
- Scritto da: Charlie Day, Scott Marder e Rob Rosell

## Il ritorno della gang
- Titolo originale: The Gang Sells Out
- Diretto da: Matt Shakman
- Scritto da: Charlie Day e David Hornsby

## Frank dà fuoco a Dee
- Titolo originale: Frank Sets Sweet Dee On Fire
- Diretto da: Fred Savage
- Scritto da: Rob McElhenney (soggetto); Scott Marder e Rob Rosell (sceneggiatura)

## La band
- Titolo originale: Sweet Dee's Dating a Retarded Person
- Diretto da: Jerry Levine
- Scritto da: Glenn Howerton (soggetto); Scott Marder e Rob Rosell (sceneggiatura)

## Mac è un serial killer
- Titolo originale: Mac Is a Serial Killer
- Diretto da: Jerry Levine
- Scritto da: Charlie Day (soggetto); David Hornsby (sceneggiatura)

## Dennis e il sosia
- Titolo originale: Dennis Looks Like a Registered Sex Offender
- Diretto da: Jerry Levine
- Scritto da: Rob McElhenney

## La banda è fatta a pezzi - Prima parte
- Titolo originale: The Gang Gets Whacked: Part 1
- Diretto da: Matt Shakman
- Scritto da: Glenn Howerton, Scott Marder e Rob Rosell

## La banda è fatta a pezzi - Seconda parte
- Titolo originale: The Gang Gets Whacked: Part 2
- Diretto da: Matt Shakman
- Scritto da: Scott Marder e Rob Rosell

## Ripuliamo la città
- Titolo originale: Bums: Making a Mess All Over the City
- Diretto da: Jerry Levine
- Scritto da: Charlie Day e David Hornsby

## Sfida all'ultimo ballo
- Titolo originale: The Gang Dances Their Asses Off
- Diretto da: Matt Shakman
- Scritto da: David Hornsby, Scott Marder e Rob Rosell